# Eden Golan
Eden Golan (în ebraică עדן גולן, în rusă Эден Голан; n. 5 octombrie 2003, Kfar Saba⁠(d), Districtul Central, Israel) este o cântăreață israeliană.
Născută în Israel, Golan s-a mutat cu familia în Rusia la vârsta de șase ani; și-a început cariera acolo participând la selecția rusă pentru Junior Eurovision Song Contest 2015, iar ulterior la competiția de televiziune rusă The Voice Kids. Ea a reprezentat Israelul la Eurovision Song Contest 2024 cu piesa „Uragan”, care a luat locul cinci.